# Тимковичский сельсовет
Ти́мковичский сельсовет (бел. Цімкавіцкі сельсавет) — административная единица на территории Копыльского района Минской области Беларуси. Административный центр — агрогородок Тимковичи.

## История
Создан 20 августа 1924 года в составе Копыльского района Слуцкого округа БССР с центром в местечке Тимковичи. Упразднён 24 сентября 1926 года, вместо него был образован Прусский сельсовет.
27 сентября 1938 года местечко Тимковичи стало населённым пунктом сельского типа, был повторно образован Тимковичский сельсовет. С 20 сентября 1944 года по 8 января 1954 года в составе Бобруйской области. 16 июля 1954 года до сельсовета включена территория упразднённого Прусского сельсовета. 
28 июня 2013 года в состав сельсовета включены территории упразднённых Братковского сельсовета и Великораевского сельсовета.

## Состав
Тимковичский сельсовет включает 30 населённых пунктов:
- Богоровщина — деревня.
- Богуши — деревня.
- Братково — агрогородок.
- Великие Прусы — деревня.
- Великая Раёвка — деревня.
- Весёлое — деревня.
- Вороновщина — деревня.
- Дегтяные — деревня.
- Долгое — деревня.
- Зараковцы — деревня.
- Каролинка — посёлок.
- Коловка — посёлок.
- Колодезное — деревня.
- Комсичи — деревня.
- Конотопы — деревня.
- Куковичи — деревня.
- Куцевщина — деревня.
- Малые Прусы — деревня.
- Нарути — деревня.
- Новосёлки — деревня.
- Огородники — деревня.
- Ореховка — посёлок.
- Раёк — посёлок.
- Рачкевичи — деревня.
- Рудное — деревня.
- Савичи — деревня.
- Славинка — посёлок.
- Степуры — деревня.
- Тимковичи — агрогородок.
- Черногубово — деревня.

## Культура
- Литературный музей Кузьмы Чорного — филиал учреждения «Государственный музей истории белорусской литературы» в аг. Тимковичи
- Музей воинской славы «Музей 17-га Чырвонасцяжнага Цімкавіцкага пагранічнага атрада» ГУО «Тимковичская СШ» в аг. Тимковичи